# George Vernot
George Vernot (n. 27 februarie 1901, Montréal, provincia Québec, Canada – d. 22 noiembrie 1962, Montréal, provincia Québec, Canada) a fost un înotător ce a reprezentat Canada, medaliat olimpic. A participat la 2 ediții ale Jocurilor Olimpice (1920, 1924) în care a câștigat două medalii de argint și o medalie de bronz.